# Benson & Hedges International Open
Pour les articles homonymes, voir Benson et Hedges.
Le Benson & Hedges International Open est un tournoi professionnel masculin de golf. Fondé en 1971, il intègre en 1972 le Tour européen PGA dès la première saison de celui-ci. Il est organisé jusqu'en 2003, année où le tournoi cessa en raison des nouvelles réglementations britanniques sur le sponsoring par les sociétés liées au tabac.

## Palmarès
| année                              | Vainqueur             | Nationalité               |
| ---------------------------------- | --------------------- | ------------------------- |
| Benson & Hedges Festival of Golf   |                       |                           |
| 1971                               | Tony Jacklin po       | Angleterre                |
| 1972                               | Jack Newton           | Australie                 |
| 1973                               | Vin Baker             | Afrique du Sud            |
| 1974                               | Philippe Toussaint po | Belgique                  |
| 1975                               | Vicente Fernandez     | Argentine                 |
| Benson & Hedges International Open |                       |                           |
| 1976                               | Graham Marsh          | Australie                 |
| 1977                               | Antonio Garrido       | Espagne                   |
| 1978                               | Lee Trevino po        | États-Unis                |
| 1979                               | Maurice Bembridge     | Angleterre                |
| 1980                               | Graham Marsh          | Australie                 |
| 1981                               | Tom Weiskopf          | États-Unis                |
| 1982                               | Greg Norman           | Australie                 |
| 1983                               | John Bland            | Afrique du Sud            |
| 1984                               | Sam Torrance          | Écosse                    |
| 1985                               | Sandy Lyle            | Écosse                    |
| 1986                               | Mark James po         | Angleterre                |
| 1987                               | Noel Ratcliffe        | Australie                 |
| 1988                               | Peter Baker po        | Angleterre                |
| 1989                               | Gordon Brand, Jnr     | Écosse                    |
| 1990                               | José Maria Olazábal   | Espagne                   |
| 1991                               | Bernhard Langer       | Allemagne                 |
| 1992                               | Peter Senior po       | Australie                 |
| 1993                               | Paul Broadhurst       | Angleterre                |
| 1994                               | Severiano Ballesteros | Espagne                   |
| 1995                               | Peter O'Malley        | Australie                 |
| 1996                               | Stephen Ames          | Canada/ Trinité-et-Tobago |
| 1997                               | Bernhard Langer       | Allemagne                 |
| 1998                               | Darren Clarke         | Irlande du Nord           |
| 1999                               | Colin Montgomerie     | Écosse                    |
| 2000                               | José Maria Olazábal   | Espagne                   |
| 2001                               | Henrik Stenson        | Suède                     |
| 2002                               | Ángel Cabrera         | Argentine                 |
| 2003                               | Paul Casey            | Angleterre                |

po : Victoire en play-off